# Film Independent Spirit Award voor beste regisseur
De Film Independent Spirit Award voor beste regisseur (Engels: Film Independent Spirit Award for Best Director) is een van de Film Independent Spirit Awards.
Deze Amerikaanse filmprijs wordt sinds 1985 jaarlijks uitgereikt en is bedoeld ter erkenning van (de makers van) onafhankelijke films.

## Winnaars en genomineerden
De winnaars staan bovenaan in vette letters op een gele achtergrond. De overige regisseurs en films die werden genomineerd staan eronder vermeld in alfabetische volgorde.

### 1985-1989
| Jaar                | Regisseur                | Film |
| ------------------- | ------------------------ | ---- |
| 1985 (1e)           |                          |      |
| Joel Coen           | Blood Simple             |      |
| Martin Scorsese     | After Hours              |      |
| Joyce Chopra        | Smooth Talk              |      |
| Peter Masterson     | The Trip to Bountiful    |      |
| 1986 (2e)           |                          |      |
| Oliver Stone        | Platoon                  |      |
| Jim Jarmusch        | Down by Law              |      |
| David Lynch         | Blue Velvet              |      |
| Rob Reiner          | Stand by Me              |      |
| Oliver Stone        | Salvador                 |      |
| 1987 (3e)           |                          |      |
| John Huston         | The Dead                 |      |
| Jonathan Demme      | Swimming to Cambodia     |      |
| Tim Hunter          | River's Edge             |      |
| Jim McBride         | The Big Easy             |      |
| John Sayles         | Matewan                  |      |
| 1988 (4e)           |                          |      |
| Ramón Menéndez      | Stand and Deliver        |      |
| David Burton Morris | Patti Rocks              |      |
| Errol Morris        | The Thin Blue Line       |      |
| Oliver Stone        | Talk Radio               |      |
| John Waters         | Hairspray                |      |
| 1989 (5e)           |                          |      |
| Steven Soderbergh   | Sex, Lies, and Videotape |      |
| Jim Jarmusch        | Mystery Train            |      |
| Charles Lane        | Sidewalk Stories         |      |
| Nancy Savoca        | True Love                |      |
| Gus Van Sant jr.    | Drugstore Cowboy         |      |

### 1990-1999
| Jaar              | Regisseur                          | Film |
| ----------------- | ---------------------------------- | ---- |
| 1990 (6e)         |                                    |      |
| Charles Burnett   | To Sleep with Anger                |      |
| Reginald Hudlin   | House Party                        |      |
| John McNaughton   | Henry: Portrait of a Serial Killer |      |
| Allan Moyle       | Pump Up the Volume                 |      |
| Michael Roemer    | The Plot Against Harry             |      |
| 1991 (7e)         |                                    |      |
| Martha Coolidge   | Rambling Rose                      |      |
| Todd Haynes       | Poison                             |      |
| Richard Linklater | Slacker                            |      |
| Gus Van Sant      | My Own Private Idaho               |      |
| Joseph B. Vásquez | Hangin' with the Homeboys          |      |
| 1992 (8e)         |                                    |      |
| Carl Franklin     | One False Move                     |      |
| Allison Anders    | Gas Food Lodging                   |      |
| Abel Ferrara      | Bad Lieutenant                     |      |
| Tom Kalin         | Swoon                              |      |
| Quentin Tarantino | Reservoir Dogs                     |      |
| 1993 (9e)         |                                    |      |
| Robert Altman     | Short Cuts                         |      |
| Ang Lee           | The Wedding Banquet                |      |
| Victor Nuñez      | Ruby in Paradise                   |      |
| Robert Rodriguez  | El Mariachi                        |      |
| John Turturro     | Mac                                |      |
| 1994 (10e)        |                                    |      |
| Quentin Tarantino | Pulp Fiction                       |      |
| John Dahl         | Red Rock West                      |      |
| Ang Lee           | Eat Drink Man Woman                |      |
| Roman Polański    | Death and the Maiden               |      |
| Alan Rudolph      | Mrs. Parker and the Vicious Circle |      |
| 1995 (11e)        |                                    |      |
| Mike Figgis       | Leaving Las Vegas                  |      |
| Michael Almereyda | Nadja                              |      |
| Ulu Grosbard      | Georgia                            |      |
| Todd Haynes       | Safe                               |      |
| John Sayles       | The Secret of Roan Inish           |      |
| 1996 (12e)        |                                    |      |
| Joel Coen         | Fargo                              |      |
| Abel Ferrara      | The Funeral                        |      |
| David O. Russell  | Flirting with Disaster             |      |
| Todd Solondz      | Welcome to the Dollhouse           |      |
| Robert M. Young   | Caught                             |      |
| 1997 (13e)        |                                    |      |
| Robert Duvall     | The Apostle                        |      |
| Larry Fessenden   | Habit                              |      |
| Victor Nuñez      | Ulee's Gold                        |      |
| Paul Schrader     | Touch                              |      |
| Wim Wenders       | The End of Violence                |      |
| 1998 (14e)        |                                    |      |
| Wes Anderson      | Rushmore                           |      |
| Todd Haynes       | Velvet Goldmine                    |      |
| Lodge Kerrigan    | Claire Dolan                       |      |
| Paul Schrader     | Affliction                         |      |
| Todd Solondz      | Happiness                          |      |
| 1999 (15e)        |                                    |      |
| Alexander Payne   | Election                           |      |
| Harmony Korine    | Julien Donkey-Boy                  |      |
| Doug Liman        | Go                                 |      |
| David Lynch       | The Straight Story                 |      |
| Steven Soderbergh | The Limey                          |      |

### 2000-2009
| Jaar                                    | Regisseur(s)                      | Film |
| --------------------------------------- | --------------------------------- | ---- |
| 2000 (16e)                              |                                   |      |
| Ang Lee                                 | Crouching Tiger, Hidden Dragon    |      |
| Darren Aronofsky                        | Requiem for a Dream               |      |
| Miguel Arteta                           | Chuck & Buck                      |      |
| Christopher Guest                       | Best in Show                      |      |
| Julian Schnabel                         | Before Night Falls                |      |
| 2001 (17e)                              |                                   |      |
| Christopher Nolan                       | Memento                           |      |
| Michael Cuesta                          | L.I.E.                            |      |
| Cheryl Dunye                            | Stranger Inside                   |      |
| Richard Linklater                       | Waking Life                       |      |
| John Cameron Mitchell                   | Hedwig and the Angry Inch         |      |
| 2002 (18e)                              |                                   |      |
| Todd Haynes                             | Far from Heaven                   |      |
| Joe Carnahan                            | Narc                              |      |
| Nicole Holofcener                       | Lovely & Amazing                  |      |
| Bernard Rose                            | Ivans Xtc                         |      |
| Gus Van Sant                            | Gerry                             |      |
| 2003 (19e)                              |                                   |      |
| Sofia Coppola                           | Lost in Translation               |      |
| Shari Springer Berman en Robert Pulcini | American Splendor                 |      |
| Jim Sheridan                            | In America                        |      |
| Peter Sollett                           | Raising Victor Vargas             |      |
| Gus Van Sant                            | Elephant                          |      |
| 2004 (20e)                              |                                   |      |
| Alexander Payne                         | Sideways                          |      |
| Shane Carruth                           | Primer                            |      |
| Joshua Marston                          | Maria Full of Grace               |      |
| Walter Salles                           | The Motorcycle Diaries            |      |
| Mario Van Peebles                       | Baadasssss!                       |      |
| 2005 (21e)                              |                                   |      |
| Ang Lee                                 | Brokeback Mountain                |      |
| Gregg Araki                             | Mysterious Skin                   |      |
| Noah Baumbach                           | The Squid and the Whale           |      |
| George Clooney                          | Good Night, and Good Luck         |      |
| Rodrigo García                          | Nine Lives                        |      |
| 2006 (22e)                              |                                   |      |
| Jonathan Dayton en Valerie Faris        | Little Miss Sunshine              |      |
| Robert Altman                           | A Prairie Home Companion          |      |
| Ryan Fleck                              | Half Nelson                       |      |
| Karen Moncrieff                         | The Dead Girl                     |      |
| Steven Soderbergh                       | Bubble                            |      |
| 2007 (23e)                              |                                   |      |
| Julian Schnabel                         | The Diving Bell and the Butterfly |      |
| Todd Haynes                             | I'm Not There                     |      |
| Tamara Jenkins                          | The Savages                       |      |
| Jason Reitman                           | Juno                              |      |
| Gus Van Sant                            | Paranoid Park                     |      |
| 2008 (24e)                              |                                   |      |
| Tom McCarthy                            | The Visitor                       |      |
| Ramin Bahrani                           | Chop Shop                         |      |
| Jonathan Demme                          | Rachel Getting Married            |      |
| Lance Hammer                            | Ballast                           |      |
| Courtney Hunt                           | Frozen River                      |      |
| 2009 (25e)                              |                                   |      |
| Lee Daniels                             | Precious                          |      |
| Joel Coen en Ethan Coen                 | A Serious Man                     |      |
| Cary Joji Fukunaga                      | Sin Nombre                        |      |
| James Gray                              | Two Lovers                        |      |
| Michael Hoffman                         | The Last Station                  |      |

### 2010-2019
| Jaar                            | Regisseur(s)                                    | Film |
| ------------------------------- | ----------------------------------------------- | ---- |
| 2010 (26e)                      |                                                 |      |
| Darren Aronofsky                | Black Swan                                      |      |
| Danny Boyle                     | 127 Hours                                       |      |
| Lisa Cholodenko                 | The Kids Are All Right                          |      |
| Debra Granik                    | Winter's Bone                                   |      |
| John Cameron Mitchell           | Rabbit Hole                                     |      |
| 2011 (27e)                      |                                                 |      |
| Michel Hazanavicius             | The Artist                                      |      |
| Mike Mills                      | Beginners                                       |      |
| Jeff Nichols                    | Take Shelter                                    |      |
| Alexander Payne                 | The Descendants                                 |      |
| Nicolas Winding Refn            | Drive                                           |      |
| 2012 (28e)                      |                                                 |      |
| David O. Russell                | Silver Linings Playbook                         |      |
| Wes Anderson                    | Moonrise Kingdom                                |      |
| Julia Loktev                    | The Loneliest Planet                            |      |
| Ira Sachs                       | Keep the Lights On                              |      |
| Benh Zeitlin                    | Beasts of the Southern Wild                     |      |
| 2013 (29e)                      |                                                 |      |
| Steve McQueen                   | 12 Years a Slave                                |      |
| Shane Carruth                   | Upstream Color                                  |      |
| J.C. Chandor                    | All Is Lost                                     |      |
| Jeff Nichols                    | Mud                                             |      |
| Alexander Payne                 | Nebraska                                        |      |
| 2014 (30e)                      |                                                 |      |
| Richard Linklater               | Boyhood                                         |      |
| Damien Chazelle                 | Whiplash                                        |      |
| Ava DuVernay                    | Selma                                           |      |
| Alejandro G. Iñárritu           | Birdman or (The Unexpected Virtue of Ignorance) |      |
| David Zellner                   | Kumiko, the Treasure Hunter                     |      |
| 2015 (31e)                      |                                                 |      |
| Tom McCarthy                    | Spotlight                                       |      |
| Sean Baker                      | Tangerine                                       |      |
| Cary Joji Fukunaga              | Beasts of No Nation                             |      |
| Todd Haynes                     | Carol                                           |      |
| Charlie Kaufman en Duke Johnson | Anomalisa                                       |      |
| David Robert Mitchell           | It Follows                                      |      |
| 2016 (32e)                      |                                                 |      |
| Barry Jenkins                   | Moonlight                                       |      |
| Andrea Arnold                   | American Honey                                  |      |
| Pablo Larraín                   | Jackie                                          |      |
| Jeff Nichols                    | Loving                                          |      |
| Kelly Reichardt                 | Certain Women                                   |      |
| 2017 (33e)                      |                                                 |      |
| Jordan Peele                    | Get Out                                         |      |
| Sean Baker                      | The Florida Project                             |      |
| Jonas Carpignano                | A Ciambra                                       |      |
| Luca Guadagnino                 | Call Me by Your Name                            |      |
| Benny Safdie en Josh Safdie     | Good Time                                       |      |
| Chloé Zhao                      | The Rider                                       |      |
| 2018 (34e)                      |                                                 |      |
| Barry Jenkins                   | If Beale Street Could Talk                      |      |
| Debra Granik                    | Leave No Trace                                  |      |
| Tamara Jenkins                  | Private Life                                    |      |
| Lynne Ramsay                    | You Were Never Really Here                      |      |
| Paul Schrader                   | First Reformed                                  |      |
| 2019 (35e)                      |                                                 |      |
| Benny Safdie en Josh Safdie     | Uncut Gems                                      |      |
| Robert Eggers                   | The Lighthouse                                  |      |
| Alma Har'el                     | Honey Boy                                       |      |
| Julius Onah                     | Luce                                            |      |
| Lorene Scafaria                 | Hustlers                                        |      |

### 2020-2029
| Jaar                            | Regisseur                         | Film |
| ------------------------------- | --------------------------------- | ---- |
| 2020 (36e)                      |                                   |      |
| Chloé Zhao                      | Nomadland                         |      |
| Lee Isaac Chung                 | Minari                            |      |
| Emerald Fennell                 | Promising Young Woman             |      |
| Eliza Hittman                   | Never Rarely Sometimes Always     |      |
| Kelly Reichardt                 | First Cow                         |      |
| 2021 (37e)                      |                                   |      |
| Maggie Gyllenhaal               | The Lost Daughter                 |      |
| Janicza Bravo                   | Zola                              |      |
| Lauren Hadaway                  | The Novice                        |      |
| Mike Mills                      | C'mon C'mon                       |      |
| Ninja Thyberg                   | Pleasure                          |      |
| 2022 (38e)                      |                                   |      |
| Daniel Kwan en Daniel Scheinert | Everything Everywhere All at Once |      |
| Todd Field                      | Tár                               |      |
| Kogonada                        | After Yang                        |      |
| Sarah Polley                    | Women Talking                     |      |
| Halina Reijn                    | Bodies Bodies Bodies              |      |